# Quando si ama (film 1935)
Quando si ama (Break of Hearts) è un film del 1935 diretto da Philip Moeller che ha come interpreti Katharine Hepburn e Charles Boyer.

## Trama
Un grande direttore d'orchestra, che è anche un galante ammiratore del gentil sesso, s'innamora di un'ingenua compositrice di musica e la sposa. Non appena di ritorno dal viaggio di nozze egli riprende la vita di prima e la moglie, convinta ad un certo punto del di lui tradimento, lascia la casa e s'impiega come suonatrice e venditrice in una ditta musicale.
Quando, dopo molto tempo, il maestro ritorna a New York e la rincontra, ella gli dichiara di essersi ormai data alla bella vita e di non aver più bisogno di lui. L'emozione sembra quasi far perdere la ragione al direttore d'orchestra che dà in scandalose escandescenze durante il suo concerto. Abbandona l'arte e cerca d'abbruttirsi nell'alcool. Ma la moglie comprende allora il proprio dovere, ritorna da lui, lo conforta e lo riconduce alla gloria.

## Produzione
Il film, prodotto dalla RKO Radio Pictures, venne girato per gli interni nel Wilshire Ebell Theatre, al 4401 di W. 8th St., a Los Angeles.

## Distribuzione
Distribuito dalla RKO Radio Pictures, il film uscì nelle sale cinematografiche USA il 31 maggio dopo una prima a New York il 16 maggio 1935.